# Elecciones municipales de la Ciudad de Mendoza de 2023
Las elecciones en la Ciudad de Mendoza de 2023 tendrán lugar el 24 de septiembre de dicho año, junto con las elecciones provinciales. En dicha elección se elegirán intendente municipal y la mitad de los concejales.
Las candidaturas oficiales se definieron en las elecciones primarias, abiertas, simultáneas y obligatorias (PASO) que tuvieron lugar el 11 de junio.

## Candidaturas

### Declaradas

#### Cambia Mendoza
- Carlos Moyano.
- Ulpiano Suárez (Unión Cívica Radical), intendente en funciones.[1][2]

#### La Unión Mendocina
- Daniel Gaido.[3][4]
- Hugo Laricchia (Éxito), empresario.[5]

#### Elegí Mendoza
- Carlos Almenara (Partido Justicialista).
- Bárbara Barraco
- Carina Farah.
- Gisela Lamberti.
- Juana Suárez.

#### FIT-U
- Elías Andrés.
- Gerardo Uceda.

#### Partido Verde
- Eugenia Garriga (Partido Verde).

## Resultados

### Elecciones primarias
Las elecciones primarias, abiertas, simultáneas y obligatorias (PASO) tuvieron lugar el 11 de junio de 2023. Se presentaron doce precandidatos a la intendencia por cinco espacios políticos distintos. Para pasar a la elección general, es requisito sacar más del 3% de los votos, además de ganar la interna del espacio al que se representa.
|  | 75,24 % |

|  | 60,10 % |

|  | 24,76 % |

|  | 89,90 % |

|  | 14,57 % |

|  | 10,10 % |

|  | 38,79 % |

|  | 14,39 % |

|  | 30,43 % |

|  | 18,93 % |

|  | 8,71 % |

|  | 3,14 % |

|  | 5,87 % |

|  | 78,45 % |

|  | 5,07 % |

|  | 21,55 % |

|  | 88,16 % |

|  | 6,97 % |

|  | 4,74 % |

|  | 0,13 % |

|  | 66,14 % |

|  | 100 % |

|  | 99,67 % |